# Kapelberg

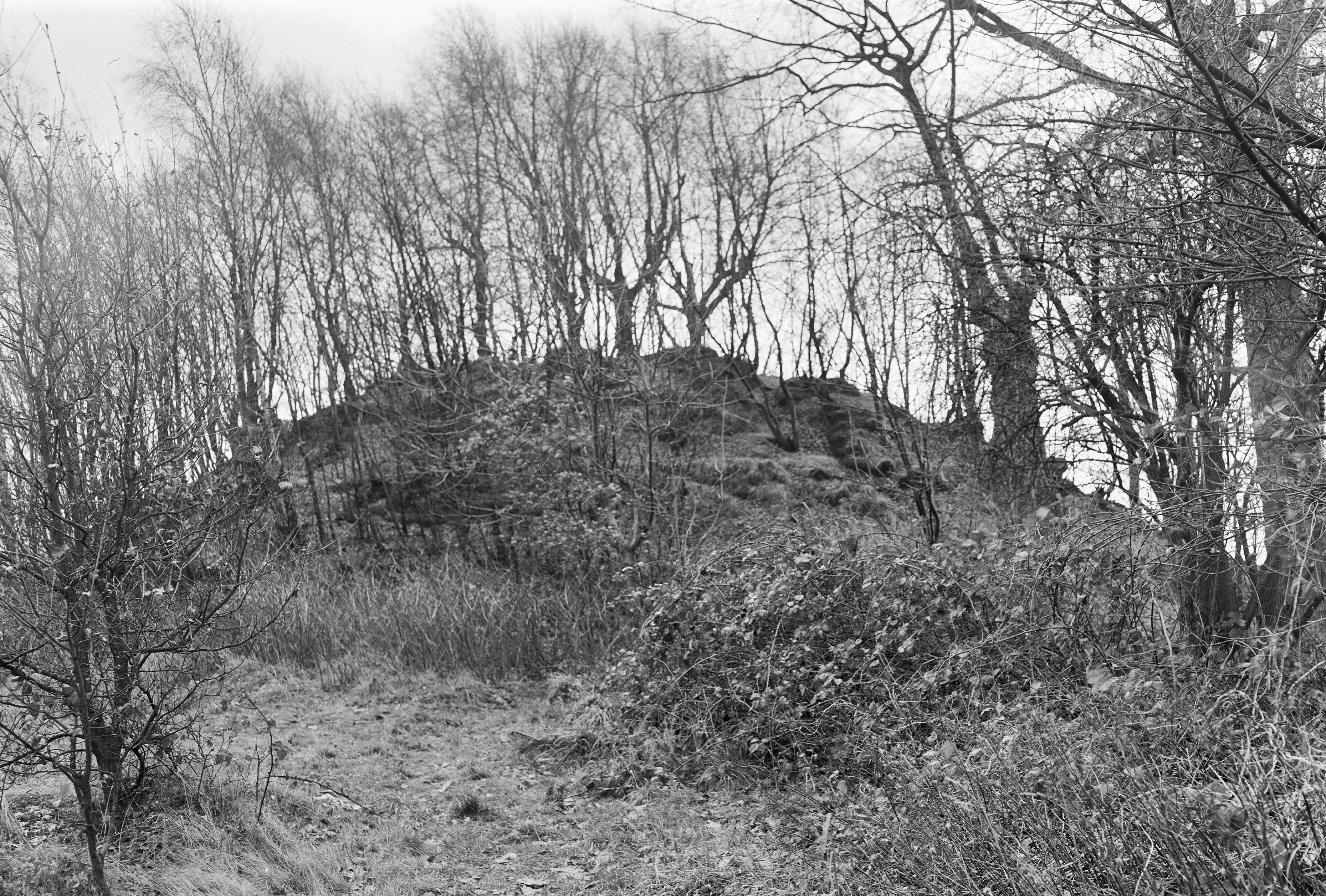
De Kapellenberg in 1966

Een kapelberg is een heuvel waarop een kapel is gebouwd. Deze heuvel kan zijn opgeworpen of men heeft een natuurlijke hoogte gebruikt waarop men een kapel bouwde.
Een aan kapelbergen verwant verschijnsel zijn kerkheuvels of -bergen.

## Voorbeelden
Onder andere de volgende kapelletjes zijn op een heuvel gebouwd en/of worden een kapelberg genoemd:
- In Nederland:
  - Berg: Kruiskapel Rasberg
  - Bergharen: Mariakapel
  - Hegelsom: Sint-Annakapel
  - Leenderstrijp: Sint-Janskapel
  - Roosendaal: Onze-Lieve-Vrouw-van-Zeven-Smartenkapel (Kapelberg)
  - Rozendaal: Kapellenberg
  - Schinnen: Mariapark met Mariakapel op de Krekelberg
  - Sint Odiliënberg: Onze-Lieve-Vrouwekapel (naast de basiliek) op de Sint-Petrusberg
  - Sittard: Sint-Rosakapel aan de Kapellerweg op de Kollenberg
  - Stein: Onze-Lieve-Vrouwekapel-ter-Noodkapel aan de Kapelbergweg

- In België:
  - Geraardsbergen: de Oudenberg staat de kapel Onze-Lieve-Vrouw Oudenberg
  - Huldenberg: Sint-Rochuskapel
  - Nederbrakel: Toepkapel

## Folklore
Er zijn folkloristische gebruiken bij kapelbergen, zoals Krakelingen en Tonnekensbrand, Krombroodrapen en Maske Begrave.